# جراند ثفت أوتو
جراند ثفت أوتو (بالإنجليزية: Grand Theft Auto؛ تختصر إلى GTA) هي سلسلة من ألعاب المغامرات والحركة التي أنشأها ديفيد جونز ومايك ديلي. تم تطوير العناوين اللاحقة تحت إشراف الأخوين دان وسام هاوسر، ليزلي بنزيس، وآرون جاربوت. تم تطوير اللعبة بشكل أساسي من قبل شركة التطوير البريطانية روكستار نورث (دي إم أي ديزاين (DMA Design) سابقًا)، ونشرتها الشركة الأم روكستار جيمز. يشير اسم السلسلة إلى مصطلح «جراند ثفت أوتو»، المستخدم في الولايات المتحدة لسرقة السيارات.
تركز طريقة اللعب على عالم مفتوح حيث يمكن للاعب إكمال المهام للتقدم في قصة شاملة، بالإضافة إلى الانخراط في أنشطة جانبية مختلفة. تدور معظم طريقة اللعب حول القيادة وإطلاق النار، مع لعب الأدوار من حين لآخر وعناصر التخفي. تحتوي السلسلة أيضًا على عناصر من ألعاب بيت إم السابقة من عصر 16 بت. تم وضع الألعاب في سلسلة جراند ثفت أوتو في أماكن خيالية على غرار مدن الحياة الواقعية، في نقاط زمنية مختلفة من أوائل الستينيات إلى العقد الأول من القرن الحادي والعشرين. اشتملت خريطة اللعبة الأصلية على ثلاث مدن — ليبرتي سيتي (استنادًا إلى مدينة نيويورك)، وسان أندرياس (استنادًا إلى سان فرانسيسكو)، وفايس سيتي (استنادًا إلى ميامي) — ولكن تميل العناوين اللاحقة إلى التركيز على مكان واحد عادةً ما تكون إحدى المناطق الثلاث الأصلية، وإن تم إعادة تشكيلها وتوسيعها بشكل كبير. يركز المسلسل على أبطال مختلفين يحاولون الصعود في مراتب العالم السفلي الإجرامي، على الرغم من أن دوافعهم للقيام بذلك تختلف في كل عنوان. عادةً ما يكون الخصوم شخصيات قد خانوا بطل الرواية أو منظمتهم، أو الشخصيات التي لها التأثير الأكبر في إعاقة تقدم بطل الرواية. أعرب العديد من قدامى الأفلام والموسيقى عن شخصيات في الألعاب، بما في ذلك راي ليوتا، دينيس هوبر، صامويل جاكسون، ويليام فيشتنر، جيمس وودز، ديبي هاري، أكسل روز، وبيتر فوندا.
بدأت دي إم أي ديزاين السلسلة في عام 1997 بإصدار جراند ثفت أوتو. اعتبارًا من 2020، تتكون السلسلة من سبعة عناوين مستقلة وأربع حزم توسعة. يعتبر العنوان الرئيسي الثالث، جراند ثفت أوتو 3، الذي تم إصداره في عام 2001، لعبة تاريخية، حيث جلبت السلسلة إلى إعداد ثلاثي الأبعاد (3D) وتجربة أكثر مغامرة. اتبعت العناوين اللاحقة وبنيت على المفهوم الذي تم تأسيسه في جراند ثفت أوتو 3، وحظيت بإشادة كبيرة. لقد أثروا على ألعاب الحركة الأخرى في العالم المفتوح، وأدى إلى استنساخ جراند ثفت أوتو على عناوين مماثلة.
حازت السلسلة على استحسان النقاد، حيث تم تصنيف جميع الإدخالات ثلاثية الأبعاد الرئيسية في السلسلة بشكل متكرر ضمن ألعاب الفيديو التي تعد الأفضل والأكثر مبيعًا؛ شحنت أكثر من 350 مليون وحدة، مما يجعلها خامس أفضل سلسلة لألعاب الفيديو مبيعًا. في عام 2006، ظهرت جراند ثفت أوتو في قائمة أيقونات التصميم البريطانية في غريت برتِش ديزاين كويست (Great British Design Quest) التي نظمتها هيئة الإذاعة البريطانية ومتحف التصميم. في عام 2013، صنفت صحيفة ذا تلغراف جراند ثفت أوتو من بين أنجح الصادرات البريطانية. كانت السلسلة أيضًا مثيرة للجدل بسبب طبيعتها البالغة وموضوعاتها العنيفة.
في 4 فبراير 2022، أكدت روكستار أن هنالك عنوان جديد للسلسلة قيد التطوير.

## عناوين
| سنة                                             | عنوان                                         | مطور                          | منصة                                                                                  | منصة             | منصة                    | منصة                                   | منصة             | عالم           |
| سنة                                             | عنوان                                         | مطور                          | نظام منزلي                                                                            | كمبيوتر          | محمول                   | هاتف                                   | أخرى             | عالم           |
| سلسلة رئيسية                                    | سلسلة رئيسية                                  | سلسلة رئيسية                  | سلسلة رئيسية                                                                          | سلسلة رئيسية     | سلسلة رئيسية            | سلسلة رئيسية                           | سلسلة رئيسية     | سلسلة رئيسية   |
| ----------------------------------------------- | --------------------------------------------- | ----------------------------- | ------------------------------------------------------------------------------------- | ---------------- | ----------------------- | -------------------------------------- | ---------------- | -------------- |
| 1997                                            | جراند ثفت أوتو                                | دي إم أي ديزاين               | بلاي ستيشن                                                                            | ويندوز إم إس-دوس | غيم بوي كولر            |                                        |                  | ثنائية الأبعاد |
| 1999                                            | جراند ثفت أوتو 2                              | دي إم أي ديزاين               | بلاي ستيشن دريم كاست                                                                  | ويندوز           | غيم بوي كولر            |                                        |                  | ثنائية الأبعاد |
| 2001                                            | جراند ثفت أوتو 3                              | دي إم أي ديزاين               | بلاي ستيشن 2 إكس بوكس                                                                 | ويندوز أو إس إكس |                         | أندرويد آي أو إس فاير أو إس            |                  | ثلاثية الأبعاد |
| 2002                                            | جراند ثفت أوتو فايس سيتي                      | روكستار نورث                  | بلاي ستيشن 2 إكس بوكس                                                                 | ويندوز أو إس إكس |                         | أندرويد آي أو إس فاير أو إس            |                  | ثلاثية الأبعاد |
| 2004                                            | جراند ثفت أوتو: سان أندرياس                   | روكستار نورث                  | بلاي ستيشن 2 إكس بوكس بلاي ستيشن 3 [ A ] إكس بوكس 360 [ B ]                           | ويندوز أو إس إكس |                         | أندرويد آي أو إس ويندوز فون فاير أو إس | أوكيلوس كويست 2 ‏ | ثلاثية الأبعاد |
| 2008                                            | جراند ثفت أوتو 4                              | روكستار نورث                  | بلاي ستيشن 3 إكس بوكس 360                                                             | ويندوز           |                         |                                        |                  | عالية الدقة    |
| 2013                                            | جراند ثفت أوتو 5                              | روكستار نورث                  | بلاي ستيشن 3 إكس بوكس 360 بلاي ستيشن 4 إكس بوكس ون بلاي ستيشن 5 إكس بوكس سيريس إكس/إس | ويندوز           |                         |                                        |                  | عالية الدقة    |
| حزم موسعة                                       |                                               |                               |                                                                                       |                  |                         |                                        |                  |                |
| 1999                                            | جراند ثفت أوتو: لندن 1969                     | روكستار كندا                  | بلاي ستيشن                                                                            | ويندوز إم إس-دوس |                         |                                        |                  | ثنائية الأبعاد |
| 1999                                            | جراند ثفت أوتو: لندن 1961                     | روكستار كندا                  |                                                                                       | ويندوز إم إس-دوس |                         |                                        |                  | ثنائية الأبعاد |
| 2009                                            | جراند ثفت أوتو: ذا لوست أند دامد              | روكستار نورث                  | بلاي ستيشن 3 إكس بوكس 360                                                             | ويندوز           |                         |                                        |                  | عالية الدقة    |
| 2009                                            | جراند ثفت أوتو: ذا بالَد أوف غاي توني          | روكستار نورث                  | بلاي ستيشن 3 إكس بوكس 360                                                             | ويندوز           |                         |                                        |                  | عالية الدقة    |
| ألعاب محمولة                                    |                                               |                               |                                                                                       |                  |                         |                                        |                  |                |
| 2004                                            | جراند ثفت أوتو أدفانس                         | ديجيتال إكلبس                 |                                                                                       |                  | غيم بوي أدفانس          |                                        |                  | ثلاثية الأبعاد |
| 2005                                            | جراند ثفت أوتو: ليبرتي سيتي ستوريز            | روكستار ليدز                  | بلاي ستيشن 2                                                                          |                  | بلاي ستيشن بورتبل       | آي أو إس أندرويد فاير أو إس            |                  | ثلاثية الأبعاد |
| 2006                                            | جراند ثفت أوتو: فايس سيتي ستوريز              | روكستار ليدز                  | بلاي ستيشن 2                                                                          |                  | بلاي ستيشن بورتبل       |                                        |                  | ثلاثية الأبعاد |
| 2009                                            | جراند ثفت أوتو: تشايناتاون وارز               | روكستار ليدز                  |                                                                                       |                  | بلاي ستيشن بورتبل دي إس | آي أو إس أندرويد فاير أو إس            |                  | عالية الدقة    |
| تجميعات وتحسينات                                |                                               |                               |                                                                                       |                  |                         |                                        |                  |                |
| 1999                                            | جراند ثفت أوتو: دايركتورز كت                  | دي إم أي ديزاين/ روكستار كندا | بلاي ستيشن                                                                            | ويندوز إم إس-دوس |                         |                                        |                  | ثنائية الأبعاد |
| 2003                                            | جراند ثفت اوتو: ذا كلاسيكس كولكشن             | دي إم أي ديزاين/ روكستار كندا | بلاي ستيشن                                                                            | ويندوز           |                         |                                        |                  | ثنائية الأبعاد |
| 2003                                            | جراند ثفت أوتو: دبل باك                       | روكستار نورث                  | بلاي ستيشن 2 إكس بوكس                                                                 |                  |                         |                                        |                  | ثلاثية الأبعاد |
| 2005                                            | جراند ثفت أوتو: ذا تريلوجي                    | روكستار نورث                  | بلاي ستيشن 2 إكس بوكس                                                                 | ويندوز أو إس إكس |                         |                                        |                  | ثلاثية الأبعاد |
| 2009                                            | جراند ثفت أوتو: دبل باك                       | روكستار ليدز                  | بلاي ستيشن 2                                                                          |                  | بلاي ستيشن بورتبل       |                                        |                  | ثلاثية الأبعاد |
| 2009                                            | جراند ثفت أوتو: إيبسويدز فروم ليبرتي سيتي     | روكستار نورث                  | بلاي ستيشن 3 إكس بوكس 360                                                             | ويندوز           |                         |                                        |                  | عالية الدقة    |
| 2010                                            | جراند ثفت أوتو 4: كومبليت إدِشن                | روكستار نورث                  | بلاي ستيشن 3 إكس بوكس 360                                                             | ويندوز           |                         |                                        |                  | عالية الدقة    |
| 2021                                            | جراند ثفت أوتو: ذا تريلوجي – ذا ديفنيتف إديشن | غروف ستريت جيمز ‏              | سويتش [ L ] بلاي ستيشن 4 بلاي ستيشن 5 إكس بوكس ون إكس بوكس سيريس إكس/إس               | ويندوز           | سويتش                   | أندرويد آي أو إس                       |                  | ثلاثية الأبعاد |
| ملاحظات: 1. 2. 3. 4. 5. 6. 7. 8. 9. 10. 11. 12. |                                               |                               |                                                                                       |                  |                         |                                        |                  |                |

## عناصر مشتركة

### طريقة اللعب
تسمح كل لعبة في هذه السلسلة للاعب بتولي دور مجرم في المدينة الكبيرة، عادة ما يكون فردًا يخطط للارتقاء في صفوف الجريمة المنظمة خلال مسار اللعبة. يتم تكليف اللاعب بمهام مختلفة من قبل زعماء وشخصيات رئيسية في العالم السفلي للمدينة والتي يجب إكمالها للتقدم خلال القصة. الاغتيالات وجرائم العنف الأخرى تظهر بانتظام. من حين لآخر، تشارك في اللعبة أيضًا قيادة سيارات الأجرة، مكافحة الحرائق، سباقات الشوارع، قيادة الحافلات، أو تعلم قيادة طائرات الهليكوبتر والطائرات ذات الأجنحة الثابتة.
في العناوين اللاحقة، لا سيما تلك التي تم إصدارها بعد جراند ثفت أوتو 2، يتم إعطاء اللاعب قصة أكثر تطورًا حيث يضطرون إلى التغلب على حدث مؤسف (على سبيل المثال، التعرض للخيانة وتركهم للموت)، والذي يعد بمثابة دافع للشخصية تقدم في السلم الجنائي ويؤدي في النهاية إلى انتصار الشخصية بنهاية القصة.
تنتمي سلسلة جراند ثفت أوتو إلى نوع من ألعاب الفيديو المجانية المتجولة للعب الأدوار تسمى ألعاب العالم المفتوح، وتمنح قدرًا كبيرًا من الحرية للاعب. يتم تنظيم ألعاب الحركة التقليدية كسلسلة مسار واحد من المستويات مع طريقة لعب خطية، ولكن في جراند ثفت أوتو، يمكن للاعب تحديد المهام التي يريد القيام بها، ويتم تغيير علاقته مع الشخصيات المختلفة بناءً على هذه الاختيارات. متأثرًا بلعبة تربو إسبريت السابقة، يمكن التجول في مدن الألعاب بحرية في أي وقت من اللعبة، وهي أمثلة لبيئات ألعاب الفيديو في العالم المفتوح التي توفر مباني يمكن الوصول إليها بمهام بسيطة بالإضافة إلى القصة الرئيسية. هناك استثناءات: تتبع البعثات مخططًا خطيًا وشاملًا. هذه المهام مطلوبة لإكمالها من أجل فتح مناطق جديدة في اللعبة.
تحتوي لعبة جراند ثفت أوتو 3 والألعاب اللاحقة على المزيد من محطات التمثيل الصوتي والراديو، والتي تحاكي القيادة على الموسيقى باستخدام المقدمين، شخصيات الراديو، الإعلانات التجارية، الراديو الحواري، موسيقى البوب، والثقافة الأمريكية.
يوفر استخدام المركبات في بيئة حضرية قابلة للاستكشاف محاكاة أساسية لمدينة عاملة، كاملة مع المشاة الذين يلتزمون عمومًا بإشارات المرور. يتم استخدام مزيد من التفاصيل لتجسيد أجواء مفتوحة تم استخدامها في العديد من الألعاب الأخرى، مثل ذا سيمبسونز: الاصطدام والهروب، والتي تركز بشكل أقل على الجريمة أو العنف، وليغو سيتي أندركوفر، التي تعكس أدوار الشرطة ضابط ومجرم، على الرغم من أن اللاعب يتخفى في عصابات لجزء من اللعبة.
لا تمر الأنشطة الإجرامية في ألعاب جراند ثفت أوتو مرور الكرام من قبل الشرطة. نظرًا لأن اللاعب ينخرط في هذه الأنشطة غير القانونية داخل اللعبة، فقد يكتسب «المستوى المطلوب»، والذي يمثله بحد أقصى خمسة أو ستة نجوم. قد تؤدي جريمة صغيرة، مثل دهس شخصية غير لاعب، إلى وضع مستوى مطلوب بنجمة واحدة، بينما قد يؤدي إطلاق النار على ضابط إلى كسب المزيد من النجوم. مع زيادة عدد النجوم، سيزداد مقدار الاستجابة وقوتها؛ قد يكون للنجمة الواحدة عدد قليل من سيارات الشرطة التي تطارد اللاعب، بينما في 5 أو 6 نجوم، ستلاحق الدبابات والمروحيات الهجومية اللاعب. ستمنح العديد من المهام داخل اللعبة اللاعب تلقائيًا المستوى المطلوب بعد إكمال حدث معين والذي يجب عليه بعد ذلك التخلص منه قبل اكتمال المهمة. في كثير من الأحيان، ستؤدي محاولة الابتعاد عن الشرطة أثناء الرغبة إلى اكتساب اللاعب مستويات أعلى من المطلوب. يمكن للاعب إزالة المستوى المطلوب لشخصيته عن طريق تجنب الكشف أو إنفاق الأموال داخل اللعبة في مواقع محددة لمراوغة الشرطة (مثل متجر تعديل لإعادة طلاء سيارته). بدلاً من ذلك، إذا ماتت شخصية اللاعب، فسيتم إعادة ظهورها في المستشفى وسيتم إزالة المستوى المطلوب، على الرغم من أن اللاعب قد يخسر المال والبنادق والمزايا الأخرى التي كان يمتلكها قبل مطاردته. أصبح مفهوم اللعب «المستوى المطلوب» (wanted level) شائعًا في ألعاب العالم المفتوح المماثلة.

### ضبط
يتم تعيين معظم ألعاب جراند ثفت أوتو في محاكاة ساخرة خيالية لمدن الولايات المتحدة الشهيرة، في عدد من الفترات الزمنية المختلفة. تنقسم الألعاب إلى ثلاثة أكوان مختلفة (ثنائية الأبعاد، ثلاثية الأبعاد، وعالية الدقة)، لكل منها إعادة تفسير للإعدادات المحددة مسبقًا. تشترك الأكوان في أسماء المدن والعديد من العلامات التجارية وشخصيات الخلفية الذين لا يظهرون أبدًا في الألعاب (مع استثناءات قليلة)، ولكن يُنظر إليهم على أنها استمرارية منفصلة.

#### ليبرتي سيتي
تعتبر ليبرتي سيتي، التي تتخذ من مدينة نيويورك مقراً لها، واحدة من ثلاث مدن أصلية تم تقديمها في جراند ثفت أوتو. هذا هو الإعداد الأول المتاح للاعب. تضم المدينة كتلتين أرضيتين (واحدة كبيرة في الجنوب الشرقي وأخرى أصغر في الشمال الشرقي) وجزيرة مركزية تشبه مانهاتن؛ تظهر جزيرتان صغيرتان على طول النهر الذي يفصل بين الجزر الرئيسية الثلاث. يشتمل الإعداد أيضًا على ولاية نيو جيرنزي المجاورة (محاكاة ساخرة لنيوجيرسي)، والتي تحتل الجزء الشمالي الغربي من الخريطة. تنقسم جميع الجزر الأربع الرئيسية إلى مناطق متعددة، مستوحاة من أحياء نيويورك ونيوجيرسي.
تم تقديم نسخة معاد تصميمها من ليبرتي سيتي في جراند ثفت أوتو 3 (تم تعيينها في عام 2001). يعتمد هذا التكرار بشكل فضفاض فقط على نيويورك، ويتضمن عناصر من مدن أمريكية أخرى، مثل فيلادلفيا، ديترويت، بوسطن، شيكاغو، وبالتيمور. تضم المدينة ثلاث جزر رئيسية، يتم فتحها تدريجيًا مع تقدم قصة اللعبة: بورتلاند (استنادًا إلى المناطق الصناعية في بروكلين وكوينز، مع عناصر إضافية من مانهاتن ولونغ آيلاند )، وجزيرة ستونتون (تعتمد في الغالب على مانهاتن)، وشورسايد فِل (يعتمد بشكل فضفاض على شمال جيرسي، برونكس، جزيرة ستاتن، ونيويورك العليا). ترتبط الجزر بجسور على الطرق وأنفاق تحت الأرض. يمكن العثور على نفق خارج ليبرتي سيتي في شورتسايد فِل، لكن لا يمكن للاعب الوصول إليه. عاد هذا الإصدار المعين من ليبرتي سيتي في مجموعة جراند ثفت أوتو أدفانس (التي تم تعيينها في عام 2000) و جراند ثفت أوتو: ليبرتي سيتي ستوريز (مجموعة في عام 1998)، وإن كان ذلك مع العديد من التغييرات لتعكس الفترات الزمنية المختلفة. تم ذكر المدينة أيضًا في جراند ثفت أوتو: فايس سيتي وجراند ثفت أوتو: سان أندرياس، وكانت بمثابة إعداد لمهمة في الأخير.
ظهرت نسخة ثالثة من ليبرتي سيتي في جراند ثفت أوتو 4، وحزمها التوسعية ذا لوست أند دامد وذا بالاد أوف غاي توني (تم تعيينها جميعًا في عام 2008)، واللعبة المحمولة جراند ثفت أوتو: تشايناتاون وارز (تم تعيينها في عام 2009). يشبه هذا التكرار نيويورك، ويتكون من أربعة أحياء رئيسية، والتي أصبحت متاحة للاستكشاف مع تقدم القصة: بروكر (استنادًا إلى بروكلين)، دوكس (كوينز)، بوهان (ذا برونكس)، ألغونكوين (مانهاتن). يعكس وضع هذه الأحياء وضع نظرائهم في الحياة الواقعية: يحتل بوكر ودوكس مساحة كبيرة من الأرض في الجنوب الشرقي، بينما تشكل بوهان جزيرة خاصة بها أصغر في الشمال الشرقي، وتعمل ألغونكوين كجزيرة مركزية للمدينة. يشتمل المكان أيضًا على ثلاث جزر أصغر - جزيرة تشارج (جزيرة راندال)، جزيرة كولوني (جزيرة روزفلت)، جزيرة هابينس (جزيرة ليبرتي) - وكتلة يابسة رابعة ، ألدرني، التي تقع غرب ألغونكوين وتعتبر دولتها المستقلة (على غرار نيو جيرسي). ألدرني غائبة في تشايناتاون وارز. جميع الجزر، باستثناء جزيرة السعادة، متصلة ببعضها البعض عن طريق جسور على الطرق وأنفاق تحت الأرض ونظام مترو أنفاق. لا شيء منها يقود إلى خارج المدينة.

#### سان أندرياس
سان أندرياس، المستندة إلى سان فرانسيسكو، هي واحدة من ثلاث مدن أصلية تم تقديمها في جراند ثفت أوتو. هذا هو الإعداد الثاني المتاح للاعب. تشمل المنطقة كتلتين أرضيتين: جزء شمالي كبير، مقسم إلى خمسة عشر منطقة وتعتبر بشكل عام قلب المدينة، وجزيرة أصغر في الجنوب الشرقي، تتكون من منطقة واحدة فقط، والتي تعمل كمنطقة أرصفة المدينة. يتم تقسيم الكتلة اليابسة الشمالية أيضًا بواسطة وادي أي، الذي يقطع قلب المنطقة من الشرق إلى الغرب.
ظهرت نسخة أعيد تصورها من سان أندرياس في جراند ثفت أوتو: سان أندرياس (تدور أحداثها في عام 1992)، كدولة وليس كمدينة. استنادًا إلى ولايتي كاليفورنيا ونيفادا، تضم الولاية كتلتين أرضيتين، يفصل بينهما نهر وتحيط بهما كتلة كبيرة من المياه. يُظهر الجزء الجنوبي من الخريطة مدينتي لوس سانتوس (استنادًا إلى لوس أنجلوس) وسان فييرو (سان فرانسيسكو)، مفصولة بمساحات شاسعة من الغابات والجبل. على النقيض من ذلك، فإن الجزء الشمالي هو منطقة صحراوية كبيرة ولا يضم سوى مدينة واحدة، لاس فينتوراس (لاس فيجاس). تحتوي كلتا الكتلتين على مستوطنات ريفية إضافية، وهي أقل مأهولة بالسكان من المدن الثلاث الكبرى. ترتبط المدن بنظام مسار القطار، وتتميز كل واحدة بمطار يمكن استخدامه للتنقل السريع من مدينة إلى أخرى. في بداية اللعبة، يمكن للاعبين فقط الوصول إلى لوس سانتوس، مع فتح بقية الخريطة تدريجياً مع تقدم القصة.
ظهرت نسخة ثالثة من سان أندرياس في جراند ثفت أوتو 5 (تم تعيينها في عام 2013)، مرة أخرى تم تخيلها كدولة. تتميز اللعبة فقط بالجزء الجنوبي من الولاية، والذي تم تصويره كجزيرة كبيرة، تقع على مسافة غير معروفة من البر الرئيسي للولايات المتحدة. يحتل الجزء الجنوبي من الجزيرة في الغالب مدينة لوس سانتوس (التي تشبه لوس أنجلوس بشكل أكثر قربًا من نظيرتها في سان أندرياس) ، في حين أن الجزء الشمالي، المعروف باسم مقاطعة بلين، أقل مأهولة بالسكان، وتضم مساحات شاسعة من الصحراء، الغابات والجبل، وعدد قليل من المدن الصغيرة. هذا الإصدار من سان أندرياس هو حاليًا الإعداد الوحيد في السلسلة الذي لا يتضمن أي قيود على الخريطة، مما يسمح للاعبين باستكشاف الجزيرة بأكملها في بداية اللعبة. خضعت لوس أنجلوس لأبحاث مكثفة من أجل جراند ثفت أوتو 5. نظم الفريق رحلات بحثية ميدانية مع المرشدين السياحيين والمؤرخين المعماريين والتقطوا حوالي 250,000 صورة وساعة من لقطات الفيديو خلال هذه الزيارات. منذ إصدار اللعبة، تم تحديد مئات المباني داخل اللعبة على أنها تستند إلى معالم من العالم الحقيقي. يلاحظ سام سويت من نيويوركر أنه مع وصول مبيعات اللعبة إلى ثلاثة عشر مليون نسخة، «سيكون هناك عدد أكبر من الأشخاص الذين يعيشون في ولاية لوس سانتوس الخيالية أكثر من المدينة الحقيقية التي صُممت على غرارها».

#### فايس سيتي
تعد مدينة فايس سيتي، التي تتخذ من ميامي مقراً لها، واحدة من ثلاث مدن أصلية تم تقديمها في جراند ثفت أوتو. هذا هو الإعداد الثالث المتاح للاعب. تضم المدينة مساحة كبيرة واحدة، مقسمة إلى ثماني مناطق تشكل قلب المدينة، وجزيرة أصغر، فايس بيتش، في الشمال الشرقي. مثل نظيرتها الواقعية، يتم تصوير فايس سيتي على أنها مدينة استوائية، يمكن تمييزها بسهولة عن الاثنين الآخرين في اللعبة بشواطئها وأشجار النخيل.
تم تقديم نسخة معاد تصميمها من فايس سيتي في جراند ثفت أوتو: فايس سيتي (تم تعيينها في عام 1986). تتكون المدينة من جزيرتين رئيسيتين، فايس سيتي بيتش وفايس سيتي بر الرئيسي، مفصولة بجسم كبير من المياه ومتصلة ببعضها البعض وجزيرتين صغيرتين، جزيرة ستارفيش وجزيرة براون، بواسطة سلسلة من الجسور على الطرق. في بداية اللعبة، يمكن للاعب فقط الوصول إلى فايس سيتي بيتش، مع فتح بقية المدينة تدريجيًا مع تقدم القصة. تم استخدام نفس الإعداد لاحقًا في جراند ثفت أوتو: فايس سيتي ستوريز (تم تعيينها في 1984)، وإن كان ذلك مع العديد من التغييرات لتعكس الفترة الزمنية المختلفة.
لم يتم تقديم إصدار كون عالي الدقة من فايس سيتي، ولكن تمت الإشارة إليه في كل من جراند ثفت أوتو 4 وجراند ثفت أوتو 5.

#### إعدادات أخرى
تتم حزم توسعة لندن 1969 و لندن 1961 لجراند ثفت أوتو ضمن نسخة خيالية من لندن خلال الستينيات. على هذا النحو، فهي الألعاب الوحيدة في السلسلة التي يتم تنظيمها خارج الولايات المتحدة. يعتمد الجزء من المدينة المستخدم في الألعاب على وسط لندن، على الرغم من أنه مكثف للغاية وغير دقيق جغرافيًا في الغالب. وتتكون من جزأين أرضيين، يفصل بينهما نهر التايمز ومتصلان بعدة جسور على الطرق. كما ظهرت نسخة خيالية من مانشستر في الألعاب.
تقع جراند ثفت أوتو 2 في أنيوير سيتي، وهي مدينة أمريكية خيالية معاصرة بدون إلهام واضح من أي مدينة حقيقية. يتكون الإعداد من ثلاث مناطق، والتي سوف يقوم اللاعب بالتبديل بينها مع تقدم القصة: منطقة وسط المدينة، المنطقة السكنية، والمنطقة الصناعية. تم تصوير كل منطقة كجزيرة فردية خاصة بها. تم تعيين اللعبة في فترة زمنية غير محددة - تشير المصادر المتضاربة إلى أي شيء من «ثلاثة أسابيع في المستقبل»، إلى عام 2013، بينما تتميز اللعبة نفسها بعدة إشارات إلى «الألفية الجديدة» القادمة، مما يعني أن العام هو 1999.
تتميز جراند ثفت أوتو 5 بمدينة لودندروف الخيالية في ولاية نورث يانكتون (محاكاة ساخرة لولاية داكوتا الشمالية)، وهي عبارة عن إعداد لمهمتين ولا يمكن الوصول إليها خارج القصة. قدم تحديث 2020 لـجراند ثفت أوتو أونلاين، ذا كايو بيريكو هايست، الجزيرة الخيالية التي تحمل الاسم نفسه، وهي «جنة استوائية» قبالة الساحل الكاريبي لكولومبيا مملوكة ملكية خاصة لزعيم المخدرات سيئ السمعة خوان «إل روبيو» ستريكلر. تُستخدم الجزيرة كقاعدة لإعادة الشحن ومكان للحفلات من قبل إل روبيو، وهي مستوحاة من نورمان كاي وهاسيندا نابوليس. كايو بريكو هو الإعداد الأول في السلسلة غير الموجود في الولايات المتحدة منذ لندن.

### تمثيل صوتي
تضمنت السلسلة مجموعة متنوعة من الممثلين الصوتيين. لم تعرض جراند ثفت أوتو الأصلية، وحزم مهامها وتكملة لها، بالإضافة إلى جراند ثفت أوتو أدفانس وتشايناتاون وارز، أي صوت يُنسب إلى أدوار محددة. كانت أول لعبة في السلسلة تقوم بذلك هي جراند ثفت أوتو 3 والتي، على الرغم من الميزانية المحدودة والسلسلة ذات التعريف المنخفض في ذلك الوقت، ظهر فيها العديد من الممثلين البارزين من السينما والتلفزيون. ومن بين هؤلاء فرانك فينسنت، مايكل مادسن، كايل ماكلاشلان، الذين لعبوا جميعًا أدوارًا بارزة. في ذلك الوقت، كان من النادر أن تستخدم لعبة فيديو مثل هؤلاء الممثلين البارزين، وتعتبر جراند ثفت أوتو 3 رائدة في القيام بذلك. اللعبة التالية، جراند ثفت أوتو: فايس سيتي، تضمنت المزيد من الممثلين السينمائيين، بما في ذلك راي ليوتا كشخصية اللاعب. وكذلك العنوان التالي، جراند ثفت أوتو: سان أندرياس ضم العديد من الممثلين البارزين - مثل بيتر فوندا، جيمس وودز وصامويل جاكسون. نتيجة لذلك، تم التعبير عن العديد من الأدوار البارزة في سان أندرياس من قبل ممثلين أو مغني الراب الأقل شهرة.
من ليبرتي سيتي ستوريز إلى جراند ثفت أوتو 5، استمرت السلسلة في استخدام ممثلين أقل شهرة للتعبير عن الشخصيات الرئيسية، لكنها لا تزال تستخدم المشاهير وشخصيات الراديو الواقعية للتعبير عن منسقي الأغاني في العديد من المحطات الإذاعية الموجودة في كل لعبة. تعرض بعض الألعاب أيضًا مشاهير يصورون أنفسهم، مثل لازلو جونز، فيل كولينز، ريكي جيرفيه، كات ويليامز، ودكتور دري.

## خلافات
وفقًا لموسوعة جينيس للأرقام القياسية لعامي 2008 و 2009 جيمرز إديشن، فهي سلسلة ألعاب الفيديو الأكثر إثارة للجدل في التاريخ، حيث تم نشر أكثر من 4,000 مقالة حولها، والتي تتضمن اتهامات بإبراز العنف وإفساد اللاعبين والاتصال بجرائم الحياة الحقيقية.

### دعاوى قضائية
رفع العديد من المشاهير دعوى قضائية ضد شركة روكستار جيمز و/أو تيك-تو إنتراكتيف بدعوى انتهاك حقوق الملكية الفكرية أو الشخصية الخاصة بهم، بما في ذلك فنان الهيب هوب داز ديلينجر كارين جرافانو من موب وايفز والممثلة ليندسي لوهان.

### التعديل وردود فعل المعجبين
تم تعديل محتوى جراند ثفت أوتو، سواء داخل ألعاب جراند ثفت أوتو أو تم إعادة إنشائه عبر برامج أخرى، من قبل مجتمع اللاعبين بشكل عام منذ أوائل عقد الألفينيات، وكان أحد التحويلات الرئيسية الأولى هو إعادة إنشاء جراند ثفت أوتو 3 ليبرتي سيتي داخل محرك فايس سيتي. في حوالي عام 2017، بدأت تيك-تو في اتخاذ إجراءات ضد هذه التعديلات، وأصدرت على وجه التحديد رسالة وقف وكف إلى صانعي أوبن آي في (OpenIV) سمحت للمودعين بتغيير المحتوى من جراند ثفت أوتو 4 و 5. قالت تيك-تو في ذلك الوقت أن مشكلتها لم تكن مباشرة مع التعديل نفسه، لكنها «تمكن التعديلات الخبيثة الحديثة التي تسمح بمضايقة اللاعبين وتتداخل مع تجربة جي تي أي أونلاين للجميع»، وأنها كانت تعمل مع أوبن آي في لإيجاد حل مناسب. اختار مطورو أوبن آي في إزالة التعديل من التداول بعد عدة جولات من المناقشة مع تيك-تو. أصدرت شركة تيك-تو بيانًا لتوضيح أنها لن تتخذ إجراءً ضد تعديلات اللاعب الفردي؛ تم تحديث هذا البيان في عام 2019 لاستبعاد المودعين من تضمين حقوق ملكية فكرية أخرى لـ تيك-تو أو من «إنشاء ألعاب أو قصص أو مهام أو خرائط جديدة».
عمل مجتمع تعديل جراند ثفت أوتو في ظل هذه الاستجابة لمواصلة إنشاء التعديلات والمحتويات الأخرى ضمن الحدود التي وضعتها تيك-تو. في فبراير 2021، أصدرت تيك-تو قانون حقوق النشر الرقمية للألفية (DMCA) لمشروعين مستضافين في غيت هاب والتي عكست هندسة محركات اللعبة لـ Gجراند ثفت أوتو 3 وفايس سيتي، مؤكدة أن مثل هذه الهندسة العكسية كانت غير مسموح بها من قبل ترخيص المستخدم النهائي للعبة. في 10 يونيو 2021، قدم مطورو المشروع إشعارًا مضادًا؛ وفقًا لقواعد قانون الألفية الجديدة لحقوق طبع ونشر المواد الرقمية بشأن النزاعات، تمت استعادة شفرة المصدر بعد أسبوعين. صرح شتراوس زيلنيك، الرئيس التنفيذي لشركة تيك-تو، أن الشركة لديها وجهة نظر «مرنة جدًا» بشأن تعديلات المستخدم، مؤكداً أنه «إذا كان الاقتصاد مهددًا، أو إذا كان هناك سلوك سيئ، ونعرف كيفية تحديد ذلك، فسنصدر إشعارًا بالإزالة». ومع ذلك، شرعت الشركة في مواصلة رفع دعوى قضائية في كاليفورنيا ضد المبرمجين الذين يقفون وراء هذا الجهد في سبتمبر 2021، مؤكدة أن المبرمجين «يدركون جيدًا أنهم لا يمتلكون الحق في نسخ أو تبني أو توزيع كود مصدر مشتق من جي تي أي، أو العناصر السمعية والبصرية للألعاب، ويشكل القيام بذلك انتهاكًا لحقوق الطبع والنشر». كجزء من الدعوى القضائية، أصدرت تيك-تو إشعار إزالة آخر إلى غيت هاب لإزالة التعديلات في أكتوبر 2021. أكد المودعون، في ردهم القانوني، أن استخدام الأصول كان ضمن الاستخدام العادل، حيث كانت الإصدارات الهندسية المعكوسة ذات طبيعة تحويلية، ولأن روكستار و تيك-تو قد أصدروا أي تحديثات لسنوات، لم يضر بالآفاق التجارية للألعاب.

## استقبال
منذ إصدار جراند ثفت أوتو 3 في عام 2001، حققت سلسلة جراند ثفت أوتو نجاحًا كبيرًا، على الصعيدين النقدي والمالي. لقد شحنت أكثر من 370 مليون وحدة، مما يجعلها خامس أعلى سلسلة لألعاب الفيديو مبيعًا على الإطلاق، خلف سلاسل نينتندو ماريو وبوكيمون، سلسلة أكتيفجن كول أوف دوتي، و تتريس.
في عام 2006، تم التصويت على جراند ثفت أوتو كأحد أفضل 10 تصميمات بريطانية في غريت بريتش ديزاين كويست التي نظمتها هيئة الإذاعة البريطانية ومتحف التصميم. ظهرت اللعبة في قائمة أيقونات التصميم البريطانية التي تضمنت كونكورد، جاغوار إي- تايب، أستون مارتن دي بي 5، ميني، الشبكة العنكبوتية العالمية، تومب ريدر، صندوق هاتف كي2 الأحمر، خريطة أنبوب لندن، حافلة أي إي سي روتماستر وسوبرمارين سبتفاير.
حطمت السلسلة العديد من الأرقام القياسية، مما أدى إلى منح غينيس للأرقام القياسية للمسلسل 10 أرقام قياسية عالمية في إصدار اللاعب 2008. تشمل هذه التسجيلات معظم نجوم الضيوف في سلسلة ألعاب فيديو، وأكبر صوت في لعبة فيديو (جراند ثفت أوتو: سان أندرياس)، وأكبر مقطع صوتي داخل اللعبة (جراند ثفت أوتو: سان أندرياس) بالإضافة إلى إطلاق الترفيه الأكثر نجاحًا على الإطلاق. الوقت (جراند ثفت أوتو 5). صنفت موسوعة غينيس للأرقام القياسية أيضًا جراند ثفت أوتو في المركز الثالث في قائمة أفضل 50 لعبة وحدة تحكم على الإطلاق بناءً على التأثير الأولي والإرث الدائم. جراند ثفت أوتو: سان أندرياس مدرجة على أنها اللعبة الأكثر نجاحًا على بلاي ستيشن 2 وفقًا لإصدار غينيس للأرقام القياسية لعام 2009.
تقع جراند ثفت أوتو 3، سان أندرياس، فايس سيتي حاليًا في المرتبة الثانية والخامسة والسادسة من ألعاب بلاي ستيشن 2 الأعلى تصنيفًا على ميتاكريتيك، على التوالي، بينما تم تصنيف تشايناتاون وارز كأفضل لعبة على نينتندو دي إس والثاني الأفضل في بلاي ستيشن بورتبل،  وجراند ثفت أوتو 4 مُصنَّفة حاليًا على أنها ثاني أفضل لعبة على الإطلاق، برصيد 98، متخلفة فقط عن ذا لجند أوف زيلدا: أوكرينا أوف تايم. أيضًا، تقع فايس سيتي، جراند ثفت أوتو 3، سان أندرياس، جراند ثفت أوتو 4 و جراند ثفت أوتو 5 في المرتبة 11، 24، 27، 93 و 2 من أفضل ألعاب الكمبيوتر الشخصي على الإطلاق على ميتاكريتيك. إلى جانب ذلك، تم وضع لوست أند دامد وذا بالاد أوف غاي توني حاليًا في المركزين 35 و 59 في أفضل ألعاب إكس بوكس 360.

## ألعاب مشابهة
تم التعامل مع إصدار جراند ثفت أوتو 3 كحدث رئيسي في تاريخ ألعاب الفيديو، مثل إصدار دوم منذ ما يقرب من عقد من الزمان.
خلال المقابلات بمناسبة الذكرى العاشرة لإصدار جراند ثفت أوتو 3، قال منتج سلسلة ستريت فايتر، يوشينوري أونو، «لن يكون من المبالغة القول إن جراند ثفت أوتو 3 غيرت الصناعة، ويمكننا بشكل أساسي فصل وقت ما قبل وبعد ظهورها عصور متميزة». وفي نفس المقال، قال تود هوارد، مدير استوديوهات بيثيسدا، «إن العلامة المميزة للعبة العظيمة حقًا هي عدد الأشخاص الذين يحاولون استعادتها أو محاكاتها وفشلهم. هناك خط طويل خلف هذا.»
الألعاب اللاحقة التي تتبع هذه الصيغة للقيادة والرماية سميت «نسخ جراند ثفت أوتو». حتى أن بعض المراجعين قاموا بتمديد هذه التسمية إلى سلسلة درايفر، على الرغم من أن هذه السلسلة بدأت قبل سنوات من إصدار جراند ثفت أوتو 3. نسخ جراند ثفت أوتو هي نوع من ألعاب المغامرات والحركة ثلاثية الأبعاد، حيث يتم منح اللاعبين القدرة على قيادة أي مركبة أو إطلاق أي سلاح أثناء استكشافهم لعالم مفتوح. غالبًا ما تتضمن هذه الألعاب مواضيع عنيفة وجنائية. الألعاب البارزة التي يمكن مقارنتها مع جراند ثفت أوتو هي ساينتس رو، سكارفيس: ذا ورلد إز يورز، ترو كرايم: لوس أنجلوس ستريتس، واتش دوغز، سليبنغ دوغز، جست كوز، مافيا، وذا غاد فاذر.

## وصلات خارجية
- الموقع الرسمي
- جراند ثفت أوتو على موقع الموسوعة البريطانية (الإنجليزية)
- جراند ثفت أوتو على موقع ميوزك برينز (الإنجليزية)